# Eros Ramazzotti
Eros Ramazzotti, teljes nevén Eros Luciano Walter Ramazzotti (kiejtése: IPA: [ˈeːros ramaˈʦʦotti]), Róma, 1963. október 28. –) olasz énekes és dalszerző.

## Életrajza

### Gyerekkora és a korai kezdetek: 1963–1981
Ramazzotti szobafestő gyermekeként Róma délkeleti külvárosában, a Cinecittàban született és nevelkedett. Énekesi karrierjét már tinédzser korában elkezdte: 1981-ben, Castrocaro zenei fesztiválján tűnt fel először, ahol a Rock’80 című dalával a döntőbe jutott, majd a DDD kiadóhoz szerződött, ezért Milánóba költözött.

### Az áttörés: 1982–1986
1982-ben jelent meg első, Ad un amico („Barátomnak”) c. kislemeze. Terra promessa („Az ígéret földje”) című számával 1984-ben a Sanremói dalfesztiválon megnyerte az „Év Hangja” díjat. Ramazzotti albumai – amelyek tartalmaznak szívből jövő önéletrajzi ihletésű balladákat és erősen rock stílusú dalokat is – hamar világhírnevet hoztak neki. Szinte minden albumot két nyelven, olaszul és spanyolul készít el. Nagyon népszerű Kubában, Németországban, Mexikóban és Argentínában. Eros 1985-ben ismét szerepelt San Remóban az Una storia importanté-val („Fontos történet”), amivel 6. helyet ért el, egy év múlva pedig az Adesso tu-val („Most te”) ismét nyert.

### Népszerűségének megalapozása: 1987–1994
1987-ben készítette első duettjét Patsy Kensittel La luce buona delle stelle („A csillagok jóságos fénye”) címmel. 1988-ban adta ki Musica è („A zene”) című lemezét, aminek a címadó dalából később duettet készített Andrea Bocellivel. 1990-ben indult el útja a világhírnév felé, amikor is Velencében bemutatta 5. albumát. Itt fedezte fel egy amerikai lemezcég főnöke Clive Davis, aki fellépésre hívta, New Yorkba, a Radio City Music Hallba. 1993–1994-es időszakban vált véglegesen világsztárrá a Tutte storie („Minden történet”) című albummal, ebből a Cose della vita („Az élet dolgai”) lett a legsikeresebb dal. Az album 6 millió példányban kelt el, a dal videóklipjét New Yorkban forgatták Spike Lee rendezésében. Eros 1994-ben szerződött a BMG International kiadóhoz.

### A világhírnév: 1995–2002
1996-ban megjelent Dove c'è musica (Ahol zene van) című albuma, az album legismertebb dala a Più bella cosa (A legszebb dolog) lett. 1997-ben megjelent Eros című válogatáslemeze, két új és 14 újra felvett számmal, köztük a Cose della vita (Tina Turner)-rel és a Musica è (Andrea Bocelli) duett-változatával. Az ezt követő turné felvételén (Eros live) Joe Cocker is feltűnik That's all I need to know (Ez minden, amit tudnom kell) c. számával, amelyet Eros neki írt. 2000-ben megjelent Stilelibero (Szabad stílus) című albuma, az albumról a Fuoco nel fuoco (Tűz a tűzben) és a Più che puoi (Ahogy csak tudod) című dala lett ismert, utóbbi duettet Cherrel énekelte. 2001-es turnéja során először koncertezett Kelet-Európában és Magyarországon: június 12-én a Kisstadionban lépett fel, később három koncertet adott a moszkvai Kremlben.

### 2003-tól 2008-ig
2003-ban megjelent ER9S című albuma, a cím arra utal, hogy ez a 9. stúdióalbuma. Az év október 16-án Magyarországon is koncertezett a budapesti Papp László Sportarénában. 2005-ben elkészült 10. albuma a Calma apparente (Látszólagos nyugalom), erről a La nostra vita (Életünk) és Anastaciával készített duettje, az I Belong to You (Il ritmo della passione) [Hozzád tartozom (A szenvedély ritmusa)] lett a legsikeresebb. A lemez több európai országban is aranylemez lett. 2006-ban ismét fellépett Magyarországon.
Új albuma 2007 októberében jelent meg e2 címmel, ez egy válogatáslemez. Az album 4 új dalt tartalmaz, és egy duettet, a Non siamo solit (Nem vagyunk egyedül) Ricky Martinnal. Néhány hónap alatt kétmilliós példányszámban fogyott el Európában. 2008 áprilisában az Egyesült Államokban, októberben pedig Ausztráliában turnéztak vele.

### Ali e radici, 2009–2010
Az Parla con me (Beszélj hozzám) kislemeze előzeteseként, 2009 április-májusában, a rádióban sugározták az Ali e radicit (Szárnyak és gyökerek) (RCA/Sony Music), az új lemezt 11 kiadatlan dallal. A 12. számot, a Linda e il mare címűt az internetről lehetett letölteni, amit 210 000-en meg is tettek.
A lemezt Los Angelesben regisztrálták, pár hónappal a 2009 októberében kezdődött világturné előzeteseként. 60 európai koncertet adott és egyet, első ízben Afrikában, Kartagóban is.
2010 májusában bemutatta Latin-Amerikában is (Mexikó, Venezuela, Portorico, Santo Domingo), majd az észak-amerikai Miamiban.
2010. július 19-én, a bergamói menet alkalmából Az Év Legjobb Turnéja díjat vehette át.
2010. november 30-án kiadta dupla élő CD-jét, és DVD-jét, amelyeket a világturnén rögzítettek 21:00 Eros Live World Tour 2009/2010 címmel.

### Eros Best Love Songs, 2010–2011
2011 februárjában elnyerte a „Best International Music Artist” kategóriát a német Goldene Kamera színpadán, a „Cose della vita”, „Più bella cosa” és „Non possiamo chiudere gli occhi” c. számaival.
2011-ben 55 millió eladott kópiával „a világ legnagyobb olasz csillaga” lett.
Még abban az évben elhagyta a Sony Musicot, hogy szerződést írjon alá a Universal Music Italia céggel.
2011-ben megírta az Inevitabile c. szám zenéjét Giorgia olasz énekesnő számára. A Dietro le apparenze című dal a művésznő kiadatlan lemezén, az első duett volt Giorgia és Ramazzotti együttműködésében, Giorgia harmadik albumában jelent meg. Ramazzotti 1995-ben dolgozott már a lánnyal, a „Come Saprei” c. szám zenéjét szerezve, amellyel megnyerte a Sanremói dalfesztivált. Il 31 gennaio 2012. január 31-én jött ki az Inevitabile aranylemeze, 15 000 eladott lemez után, július 17-én pedig már platinalemezt kapott 30 000 elkelt lemeze után.
2012 januárjában adta ki a Sony Musicnál készült Eros Best Love Songs, 1985–2009 között, a Giorgia-duettel, és a 'Dietro le apparenze della cantante romana' cíművel együtt, amely első helyezést ért el az iTunes Spagnán miközben a FIMI-n második lett.
2012 decemberében Luca Paolo Chiaravallivel és Saverio Grandival komponálta a Due respiri zenéjét, Chiara Galiazzo számára, aki az X Factor 6. kiadásának győztese lett.

### NoiésEros 30, 2012–2014
2012 májusában Ramazzotti szerződést írt alá a 'Live Nation Italia' ügynökséggel következő világturnéja megszervezésére.
2012. július 8-án fellépett a White Night Festival Szentpéterváron, Oroszországban, néhány sikeres számával, és hat év után Anastacia oldalán visszatért az I Belong to Youval.
November 13-án a Universal Music Grouppal publikálta a Noi (Mi) c. új albumát. Az Un angelo disteso al sole c. számmal elérte az iTunes Store első helyezését, az olasz és spanyol megjelenéssel.
A NOI/SOMOS albummal, amely ugyanaznap jelent meg, az iTunes Store első helyezését érte el Olaszországban és 16 más országban (Svájc, Belgium, Luxemburg, Románia, Magyarország, Guatemala, Honduras, Dominikai Köztársaság, Görögország, Németország, Ausztria, Málta, Szlovénia, Szlovákia, Ciprus, Bulgária) és második helyezett lett Hollandia, Spanyolország, Costa Rica, Finnország.
Az albumban 14 dal és különböző együttműködés: az Io sono te Giancarlo Giannini e Andy García hangjával (spanyolul és angolul) és Lara Paginével; a Fino all'estasiban Nicole Scherzinger; a Testa o Cuoréban a Club Dogo rap banda; a Cosìban a három tenor, és végül a Solamente uno számban a belga Hooverphonic. Olaszországban, a megjelenés első hetében, az album aranylemezt nyert el a 30 000-es eladott példánnyal miként Venezuelában is; miközben, hazájában a harmadik platinalemezt már a második héten, 2013 januárjában, több mint 180 000 eladott lemezével.
November 25-én szerepelt a Che tempo che fa időjárás-jelentésben a Rai Tre tévében, élőben adva elő az „Un angelo disteso al sole” c. dalát.
November 29-én visszatért Spanyolországba zenés Ondas-díjért.
Az Echo awards-jelölést 2013 márciusában, Berlinben kapta, viszont díjat nem nyert.
2013 júniusában részt vett Max Pezzali Max 20 c. lemezén, énekével és gitárjátékával a Lo strano percorso, és a Sei fantastica (amiben csak gitározott).
2014-ben ünnepelte pályafutása 30. évfordulóját, a greatest hits Eros 30 albummal.

### 2015:„Perfetto”
2015. március 15-én, hivatalos Facebook-oldalán, Ramazzotti bejelentette új albumát: Perfetto (Tökéletes) címen (Perfecto a spanyol verzió). Az album, a második kiadatlanja a Universal Music Groupnál és a 14. eddigi pályája során, 14 új dallal. Ugyanabban az üzenetben publikálta a social networkön, magyarázatát, hogy miért ez lett az album címe: „Amikor az ember befejez egy munkát, egy projektet vagy bármi mást, ránéz és kívágja: PERFETTO!”
Az albumot – a tervezett május 12. helyett – előzetesen Alla fine del mondo (A világ végén) címen, a rádióban március 27-én mind olaszul, mind spanyolul (Al fin del mundo) bemutatták.
Július 26-án a Jovanottival együtt a Stadio San Paolo stadionban (Nápoly) hat hónapja elvesztett barátjának, Pino Danielének emléke előtt óhajtott tisztelegni.
Legújabb nagylemeze, a Vita ce n'è (Élet van) 2018. november 23-án kerül a boltok polcaira. A hozzá kapcsolódó turné pedig 2019. február 17-èn indul útnak. 2019. október 24-èn, 6. alkalommal tér vissza Magyarországra az énekes.

## Magánélete
Első feleségétől, Michelle Hunziker svájci modell-(televíziós) műsorvezetőtől 1996. december 5-én lánya született, Aurora Sophie. 2002 tavaszán elvált a feleségétől.
2009-ben eljegyezte Marica Pellegrinelli modellt. 2011. augusztus 2-án megszületett első közös lányuk, Raffaella Marica, majd 2014. június 6-án polgári házasságot is kötöttek. 2015 március idusán Eros az Instagram útján közzétette, hogy előző nap világra jött harmadik gyermeke, Gabrio Tullio.
Egy 2009-es, Vanity Fair-interjúban Ramazzotti ellenezte, hogy homoszexuális párok gyermeket adoptálhassanak, mivel az „természetellenes dolog”. Ramazzotti nyomatékosan hangot adott a homoszexuális közösséggel szembeni ellenérzésének.
Több mint 20 éven keresztül mély barátsággal kötődött Pino Daniele énekes-szerzőhöz, a munkakapcsolaton messze túl is. A nápolyi művész halála alkalmából Eros minden lehető médiában hangoztatta, hogy szinte bátyjának tekintette Pinót.

## Érdekességek
Világszerte több mint 36 millió albumot adott el.
Annak ellenére, hogy római, nem a Laziónak vagy az AS Romának, hanem a Juventusnak szurkol.
Jobb alkarjára nyomtatott gót nagybetűkkel az AURORA szót, 1996 végén született kislánya keresztnevét tetováltatta.

## Duettjei
- La luce buona delle stelle – Patsy Kensittel
- Amarti è l'immenso per me – Antonella Buccival
- Andare… in ogni senso – Piero Cassanóval
- Tu vivrai – a Pooh-val, Enrico Ruggerivel, Raffal és Umberto Tozzival
- Non dimenticare Disneyland – Alex Baronival
- Così vanno le cose – Gianni Morandi vendégeként
- Musica è – Andrea Bocellivel
- Nel cuore lei – Andrea Bocellivel
- Cose della vita (Can't Stop Thinking of You) – Tina Turnerrel
- Se bastasse una canzone – Luciano Pavarottival
- Stella gemella – Gemelli Diversivel
- Più che puoi – Cherrel
- I Belong to You (Il ritmo della passione) – Anastaciával
- That's All I Need to Know / Difenderò – Joe Cockerrel
- Non siamo soli – Ricky Martinnal
- Inevitabile – Giorgiával
- Fino all'estasi – Nicole Scherzingerrel
- Io sono te (I Am You) – Andy Garciával és Lara Paginnal
- Testa o cuore – a Club Dogóval
- Così – az Il Volo együttessel
- Solamente uno – a Hooverphonic együttessel

## Diszkográfia

### Stúdióalbumok
- Cuori agitati (1985)
- Nuovi eroi (1986)
- In certi momenti (1987)
- Musica è (1988)
- In ogni senso (1990)
- Tutte storie (1993)
- Dove c'è musica (1996)
- Stilelibero (2000)
- 9 (2003)
- Calma apparente (2005)
- Ali e radici (2009)
- Noi (2012)
- Noi due (CD+DVD) (2013)
- Perfetto (2015)
- Vita ce n'è (2018)

### Válogatásalbumok
- Eros (1997)
- L'Essentiel (2001)
- e² (2007)
- Eros Best Love Songs (2012)
- Eros 30 (2014)
- Eros Duets (2017)

### Koncertalbumok
- Eros in concert (1991)
- Eros live (1998)
- 21:00 Eros Live World Tour 2009/2010 (2010)
- Eros Live Tour 2019 (2019)

### DVD-lemezek
- Stilelibero (2001)
- Eros Roma Live (2004)
- e² – Video Collection (2007)
- 21:00 Eros Live World Tour 2009/2010 (2010)
- Noi due (CD+DVD) (2013)

### Helyezések
| Év   | Lemez                            | Helyezés | Helyezés | Helyezés | Helyezés | Helyezés | Helyezés | Helyezés | Helyezés |
| Év   | Lemez                            | SUI      | AUT      | NL       | FR       | FIN      | SWE      | LPA      | TLA      |
| ---- | -------------------------------- | -------- | -------- | -------- | -------- | -------- | -------- | -------- | -------- |
| 1985 | Cuori agitati                    | 5        | -        | -        | -        | -        | -        | -        | -        |
| 1986 | Nuovi eroi                       | 1        | 1        | -        | -        | -        | -        | -        | -        |
| 1987 | In certi momenti                 | 3        | 5        | 21       | -        | -        | -        | -        | -        |
| 1988 | Musica è                         | 2        | 10       | 7        | -        | -        | -        | -        | -        |
| 1990 | In ogni senso                    | 1        | 5        | 2        | -        | -        | -        | -        | -        |
| 1991 | Eros in concert                  | 21       | -        | 23       | -        | -        | -        | -        | -        |
| 1993 | Tutte storie Todo historias      | 1 -      | 1 -      | 1 -      | -        | -        | 4 -      | - 8      | - 15     |
| 1996 | Dove c'è musica Donde hay música | 1 -      | 1 -      | 3 -      | 10 -     | 6 -      | 1 -      | - 12     | - 20     |
| 1997 | Eros [Spanyol változat]          | 1 -      | 1 -      | 12 -     | 3 -      | 4 -      | 5 -      | - 8      | - 11     |
| 1998 | Eros Live                        | 6        | 12       | -        | 7        | -        | 46       | -        | -        |
| 2000 | Stilelibero Estilo libre         | 1 -      | 3 -      | -        | 7 -      | 9 -      | 15 -     | - 6      | - 11     |
| 2003 | 9 [Spanyol változat]             | 1 -      | 2 -      | -        | 5 -      | 9 -      | 14 -     | -        | -        |
| 2005 | Calma apparente                  | 1        | 2        | 1        | 5        | 15       | 20       | -        | -        |
| 2007 | e²                               | 1        | 2        | 1        | 3        | 5        | 6        |          | 11       |

Egyéb listák
| Év   | Album           | Lista                  | Helyezés |
| ---- | --------------- | ---------------------- | -------- |
| 1993 | Tutte storie    | Portugál Album Top 30  | 1        |
| 2000 | Stilelibero     | Top World Music Albums | 14       |
| 2005 | Calma apparente | Portugál Album Top 30  | 19       |

### Kislemezek
| Év   | Kislemez                                                                                                  | Listahelyezés | Listahelyezés | Listahelyezés | Listahelyezés | Listahelyezés | Listahelyezés | Listahelyezés | Listahelyezés | Listahelyezés | Listahelyezés |
| Év   | Kislemez                                                                                                  | SUI 100       | AUT 75        | NL 40         | GER 100       | SWE 60        | IT 50         | FR 100        | HLT           | LPA           | LT/SA         |
| ---- | --- | ------------- | ------------- | ------------- | ------------- | ------------- | ------------- | ------------- | ------------- | ------------- | ------------- |
| 1985 | Una storia importante                                                                                     | 7             |               |               |               |               |               |               |               |               |               |
| 1986 | Adesso tu                                                                                                 | 1             | 1             |               |               |               |               |               |               |               |               |
| 1986 | Un cuore con le ali                                                                                       |               | 21            |               |               |               |               |               |               |               |               |
| 1987 | Ma che bello questo amore                                                                                 | 21            | 19            | 9             |               |               |               |               |               |               |               |
| 1989 | Musica è                                                                                                  |               |               | 12            |               |               |               |               |               |               |               |
| 1990 | Se bastasse una canzone                                                                                   | 7             | 15            | 2             | 19            |               |               |               |               |               |               |
| 1990 | Amarti è l'immenso per me                                                                                 |               |               | 23            |               |               |               |               |               |               |               |
| 1990 | Dolce Barbara                                                                                             |               |               | 24            |               |               |               |               |               |               |               |
| 1993 | Cose della vita Cosas de la vida                                                                          | 7 -           | 15 -          | 11 -          | 30 -          | 15 -          | -             | -             | - 17          | -             | -             |
| 1993 | Un' altra te Otra como tú                                                                                 | 11 -          | -             | -             | -             | -             | -             | -             | - 14          | -             | -             |
| 1994 | Ya no hay fantasía                                                                                        | -             | -             | -             | -             | -             | -             | -             | 22            | -             | -             |
| 1996 | Estrella gemela                                                                                           | -             | -             | -             | -             | -             | -             | -             | 10            | 3             | 11            |
| 1996 | La Aurora                                                                                                 | -             | -             | -             | -             | -             | -             | -             | 19            | 4             | -             |
| 1996 | Più bella cosa La cosa más bella                                                                          | 6 -           | 9 -           | 29 -          | 17 -          | 22 -          | -             | 15 -          | - 2           | - 1           | - 4           |
| 1997 | Quanto amore sei Cuánto amor me das                                                                       | 6 -           | 17 -          | -             | -             | 42 -          | -             | -             | - 34          | - 14          | -             |
| 1997 | Donde hay música                                                                                          | -             | -             | -             | -             | -             | -             | -             | -             | 20            | -             |
| 1998 | Cose della vita/Can't Stop Thinking of You Cosas de la vida (Can't Stop Thinking of You) (Tina Turnerrel) | 7 -           | 10 -          | 4 -           | 4 -           | 37 -          | -             | 6 -           | - 18          | - 10          | -             |
| 1998 | Terra promessa                                                                                            | 46            | -             | -             | -             | -             | -             | -             | -             | -             | -             |
| 2000 | Fuoco nel fuoco                                                                                           | 4             | 29            | -             | 50            | -             | -             | 21            | 8             | 4             | 11            |
| 2001 | Un angelo non è                                                                                           | 32            | -             | -             | -             | -             | -             | -             | -             | -             | -             |
| 2001 | Più che puoi (Cherrel)                                                                                    | 17            | -             | -             | -             | -             | -             | 42            | -             | -             | -             |
| 2001 | L'ombra del gigante                                                                                       | 52            | 74            | -             | -             | -             | -             | 57            | -             | -             | -             |
| 2001 | Per me per sempre                                                                                         | 69            | -             | -             | -             | -             | -             | -             | -             | -             | -             |
| 2003 | Un'emozione per sempre Una emoción para siempre                                                           | 1 -           | 31 -          | -             | 35 -          | -             | 1 -           | 61 -          | - 5           | - 6           | - 9           |
| 2003 | Un attimo di pace                                                                                         | 34            | -             | -             | -             | -             | 12            | -             | -             | -             | -             |
| 2004 | Solo ieri                                                                                                 | 59            | -             | -             | -             | -             | -             | -             | -             | -             | -             |
| 2004 | Ti vorrei rivivere                                                                                        | 56            | -             | -             | -             | -             | -             | -             | -             | -             | -             |
| 2005 | La nostra vita Nuestra vida                                                                               | 6 -           | 36 -          | -             | -             | -             | 1 -           | -             | -             | - 22          | -             |
| 2006 | I Belong to You (Il ritmo della passione)                                                                 | 1             | 2             | 7             | 1             | -             | 1             | -             | -             | -             | -             |
| 2006 | Bambino nel tempo                                                                                         | 40            | -             | -             | -             | -             | 15            | -             | -             | -             | -             |
| 2006 | Sta passando novembre                                                                                     | -             | -             | -             | -             | -             | -             | -             | -             | -             | -             |
| 2007 | Non siamo soli (duett Ricky Martinnal)                                                                    | 1             | -             | 3             | 45            | -             | -             | -             | -             | -             | 29            |

Egyéb listák
| Év   | Kislemez                                  | Lista                   | Helyezés |
| ---- | ----------------------------------------- | ----------------------- | -------- |
| 2006 | I Belong to You (Il ritmo della passione) | Magyar Top 40 (Airplay) | 1        |